# Pueblo Nuevo (Sullana)
Pueblo Nuevo es un caserío peruano ubicado en el distrito de Sullana, perteneciente a la provincia homónima del departamento de Piura, al norte del Perú. 

## Ubicación
Pueblo Nuevo se ubica al oeste de la provincia de Sullana, en el distrito homónimo, en el departamento de Piura. 

## Demografía
En 2017 Pueblo Nuevo tenía una población de 133 habitantes.